# 港台摇滚乐
港台摇滚乐指在台湾和香港发展的摇滚乐，分别属于台湾流行音乐和香港流行音乐，相对中国大陆发展的中国摇滚乐，由于政治文化社会等的影响，势力较弱。

## 历史

### 香港
70年代，香港诞生了第一支的摇滚乐队黑鸟乐队，号称"香港摇滚教父"的夏韶声诞生。
80、90年代，Beyond乐队作为摇滚乐队在香港流行，大陆的魔岩三杰到红堪演出，造成了一定风潮。
千禧年以来，香港摇滚乐大體處於地下狀態。

### 台湾
台湾的摇滚乐有五月天、伍佰、薛岳等有摇滚风格的音乐人，但有人不认同他们是摇滚乐。。

## 另加
- 中国摇滚乐
- 华语摇滚乐
- 香港流行乐
- 台湾流行乐